# Issus (geslacht)
Issus is een geslacht van insecten dat behoort tot de cicaden en de familie Issidae.

## Algemeen
Alle soorten zijn herbivoor en leven van planten, ze zuigen het plantensap of floëem op met hun tot zuigsnuit omgevormde monddelen. Veel soorten zuigen met name aan de plant klimop (Hedera helix). Net als alle cicaden zijn het goede springers die de achterpoten gebruiken om aan vijanden te ontsnappen, daarnaast heeft de cicade ook vleugels.

## Springen
Van de juveniele dieren, de nimfen, is beschreven dat het achterste deel van de achterpoten een op een tandwiel gelijkende structuur heeft die ervoor zorgt dat de beide achterpoten gesynchroniseerd worden tijdens een sprong. Iedere achterpoot heeft een tandwiel-achtige structuur, de tanden grijpen tijdens een sprong in elkaar zodat de krachten gelijkmatig worden verdeeld over beide poten. Hierdoor kan de cicade nauwkeurig zijn richting bepalen.
Als de nimfen volwassen worden, verdwijnen deze tandwielen aan de achterpoten echter. De juveniele nimfen vervellen regelmatig waarbij eventuele beschadigingen zoals afgebroken poten en in dit geval de tanden aan de pootbasis worden vervangen en hersteld. De volwassen exemplaren echter vervellen niet meer en zouden bij een beschadiging van de tanden aan de achterpoten niet meer in staat zijn om gerichte sprongen te maken.

### Soorten
Er zijn 29 soorten, die onderstaand zijn weergegeven.
- Issus analis Brullé, 1832
- Issus bellardi Melichar, 1906
- Issus bimaculatus Melichar, 1906
- Issus cagola Remane, 1985
- Issus cagracala Remane, 1985
- Issus cahipi Remane, 1985
- Issus canalaurisi Sergel, 1986
- Issus canariensis  Melichar, 1906
- Issus capala  Remane 1985
- Issus capapi  Remane1985
- Issus cinereus (Olivier, 1791)
- Issus climacus Fieber, 1876
- Issus coleoptratus (Fabricius, 1781)
- Issus distinguendus Lindberg, 1954
- Issus fieberi Melichar, 1906
- Issus fissala Fieber, 1876
- Issus gracalama  Remane, 1985
- Issus gratehigo  Remane, 1985
- Issus hipidus  Remane, 1985
- Issus lauri  Ahrens, 1818
- Issus maderensis  Lindberg, 1956
- Issus muscaeformis  (Schrank, 1781)
- Issus padipus  Remane, 1985
- Issus paladitus  Remane, 1985
- Issus palama  Remane, 1985
- Issus pallipes  Lucas, 1853
- Issus pospisili  Dlabola, 1958
- Issus rarus  Lindberg, 1954
- Issus truncatus  Fieber, 1876